# Where I Belong (Sia)
Where I Belong è un singolo della cantante australiana Sia, il terzo estratto dal suo terzo album in studio Colour the Small One e pubblicato il 9 agosto 2004.
La canzone avrebbe dovuto far parte della colonna sonora del film Spider-Man 2 ma, a causa di un disguido con la casa discografica, la decisione è stata cancellata all'ultimo momento.

## Promozione
Sia ha eseguito dal vivo il brano durante l'evento UK Live Summer del 2004 in date 1º luglio, 1º agosto, 4 agosto e 15 agosto.

## Recensioni
Daniel Murt, giornalista del settimanale The Guardian, ha dichiarato "Where I Belong" come uno dei brani di spicco dell'album, al pari del brano "Don't Bring Me Down"

## Classifiche
Il 21 agosto 2004, il brano ha debuttato alla posizione n. 85 della Official Singles Chart, ed è rimasta nella top 100 per una settimana.

## Tracce
CD Singolo Standard
1. Where I Belong (Radio Edit) – 4:44

CD Maxi Singolo
1. Where I Belong (Radio Edit) – 4:44
2. Where I Belong (Roni Size Remix) – 5:58
3. Where I Belong (Red Astaire Remix) – 6:06
4. Where I Belong (Wookie Remix) – 4:35
5. Where I Belong (Hot Chip Remix) – 5:06
6. Where I Belong (Future Funk Squad Acidic Funk Dub) – 5:52
7. Where I Belong (Roni Size Crush Remix) – 5:32

2008 CD Remix 1 (USA)
1. Where I Belong (Roni Size Remix) – 6:03
2. Where I Belong (Roni Size Crush Remix) – 5:34

2008 CD Remix 2 (USA)
1. Where I Belong (Red Astaire Remix) – 6:11
2. Where I Belong (Future Funk Squad "Acidic-Funk" Dub) – 5:55